# Liste der Monuments historiques in Landroff
Die Liste der Monuments historiques in Landroff führt die Monuments historiques in der französischen Gemeinde Landroff auf.

## Liste der Objekte
| Bezeichnung | Beschreibung                                         | Standort                           | Kennzeichnung | Schutzstatus | Datum | Bild |
| ----------- | ---------------------------------------------------- | ---------------------------------- | ------------- | ------------ | ----- | ---- |
| Kelch       | Silber, vergoldet, erste Hälfte des 18. Jahrhunderts | in der Kirche St-Barthélémy (Lage) | PM57000495    | Classé       | 1993  |      |